# Spinegesina hiekei
Spinegesina hiekei är en skalbaggsart som beskrevs av Stefan von Breuning 1974. Spinegesina hiekei ingår i släktet Spinegesina och familjen långhorningar. Inga underarter finns listade i Catalogue of Life.